# Ceranchia
Ceranchia este un gen de molii din familia Saturniidae. 

## Specii
- Ceranchia apollina Butler, 1879